# Ивановка (Нисимковичский сельсовет)
Ивановка (бел. Іванаўка) — посёлок в Нисимковичском сельсовете Чечерского района Гомельской области Белоруссии.

## География

### Расположение
В 15 км на восток от Чечерска, 52 км от железнодорожной станции Буда-Кошелёвская (на линии Гомель — Жлобин), 80 км от Гомеля.

## Транспортная сеть
Транспортные связи по просёлочной, затем автомобильной дороге Светиловичи — Залесье. Планировка состоит из короткой прямолинейной меридиональной улицы. Застройка деревянная, усадебного типа.

## История
Основан в 1920 году переселенцами из соседних деревень на бывших помещичьих землях. В 1931 году организован колхоз. 12 жителей погибли на фронтах Великой Отечественной войны. Согласно переписи 1959 года в составе совхоза «Нисимковичи» (центр — деревня Нисимковичи).

## Население

### Численность
- 2004 год — 6 хозяйств, 9 жителей.

### Динамика
- 1959 год — 64 жителя (согласно переписи).
- 2004 год — 6 хозяйств, 9 жителей.